# Liste von Elwetritsche-Brunnen
In dieser Liste sind Elwetritsche-Brunnen aufgeführt, also Brunnen im öffentlichen Raum, die das Fabelwesen Elwetritsch zum Thema haben.

## Deutschland
| Bezeichnung                                       | Bild           | Standort                                         | Bundesland      | Künstler                    | Errichtung Einweihung  | Weitere Informationen |
| ------------------------------------------------- | -------------- | ------------------------------------------------ | --------------- | --------------------------- | ---------------------- | --------------------- |
| Elwetritsche-Brunnen (Dahn)                       | weitere Bilder | Dahn, Kurpark (Lage)                             | Rheinland-Pfalz | Richard Lenhard             | Mitte der 1950er Jahre | Siehe                 |
| Bürgerbrunnen                                     | weitere Bilder | Friedelsheim (Lage)                              | Rheinland-Pfalz | Barbara Rumpf, Gernot Rumpf | 2008                   | Siehe                 |
| Tabakbrunnen                                      | weitere Bilder | Herxheim bei Landau/Pfalz, Ortsteil Hayna        | Rheinland-Pfalz | Gernot Rumpf                |                        | Siehe                 |
| Kaiserbrunnen am Mainzer Tor                      | weitere Bilder | Kaiserslautern (Lage)                            | Rheinland-Pfalz | Barbara Rumpf, Gernot Rumpf |                        | Siehe                 |
| Elwetritsche-Brunnen (Neustadt an der Weinstraße) | weitere Bilder | Neustadt an der Weinstraße, Hetzelplatz 1 (Lage) | Rheinland-Pfalz | Gernot Rumpf                | 1978                   | Siehe und             |
| Erlenbrunnen                                      | <              | Neustadt an der Weinstraße, Stadtteil Königsbach | Rheinland-Pfalz | Gernot Rumpf                |                        |                       |
| Marktbrunnen                                      | weitere Bilder | Neustadt an der Weinstraße, Marktplatz (Lage)    | Rheinland-Pfalz | Alfred Friedrich Bluntschli | 1870                   |                       |
| Elwedritsche-Brunnen                              |                | Obermoschel                                      | Rheinland-Pfalz | Gernot Rumpf                |                        |                       |
| Otterdritschenbrunnen                             |                | Otterstadt                                       | Rheinland-Pfalz | Gernot Rumpf                | 2004                   |                       |